# كيفن آر كريغيل
كيفن آر كريغيل (بالإنجليزية: Kevin R. Kregel)‏ (و. 1956 – م) هو ضابط، ورائد فضاء من الولايات المتحدة الأمريكية . ولد في أميتيفيل .

## ريادة الفضاء
شارك في المهمات الفضائية:
- STS-99[3]
- STS-87[3]
- STS-78[3]
- STS-70.[3]

## التعليم
تعلم في أكاديمية سلاح الجو الأمريكي

## الخدمة العسكرية
خدم في القوات الجوية الأمريكية.